# 陶巴尔县
陶巴尔县（Thoubal district）是印度的一個縣，位於該國東北部，由曼尼普爾邦負責管轄，面積514平方公里，海拔高度790米，2011年人口420,517，人口密度每平方公里818人。

## 外部連結
- Thoubal District website （页面存档备份，存于）